# Alan Friedman
Alan Friedman (New York, 30 aprile 1956) è un giornalista, conduttore televisivo, scrittore, produttore e sceneggiatore cinematografico statunitense.
Laureatosi alla New York University (NYU) a soli 20 anni, ha studiato alla London School of Economics and Political Science (LSE) e alla Johns Hopkins University  School of Advanced International Studies (SAIS) di Washington, dove ha conseguito il master in relazioni internazionali ed economia internazionale. Esperto di economia e geopolitica, dopo aver lavorato, quando era solo ventiduenne, alla Casa Bianca come collaboratore nell'amministrazione del presidente Jimmy Carter, in qualità di Presidential Management Intern,  è stato giornalista dell'International Herald Tribune, presidente esecutivo della FBC Media di Londra, oltre che conduttore di vari programmi per Rai, Sky TG24, La7 e RTV. In Italia è stato anche editorialista de Il Corriere Della Sera ed è attualmente editorialista de La Stampa.
Friedman, nel corso della sua carriera giornalistica al Financial Times (per 14 anni, dal 1979 al 1993), per cui è stato un'autorevole firma dal 1979 al 1983 a Londra, in seguito corrispondente dall'Italia (1983-1989) e dagli Stati Uniti (1989-1993), è stato insignito per quattro volte del British Press Award, l'equivalente britannico del Pulitzer Prize. 
È l'unico giornalista americano ad avere ricevuto la medaglia d'onore dal Parlamento italiano (nel 1997).
Nel corso della sua carriera giornalistica ha intervistato decine di primi ministri, capi di Stato e banchieri centrali, tra cui personaggi di primissimo piano come Bill Clinton, Vladimir Putin e Donald Trump.
Tra i suoi scoop più celebri la scoperta dello scandalo Iraq-gate, la vendita di armi a Saddam Hussein grazie ai finanziamenti illeciti effettuati anche tramite la BNL, che hanno coinvolto la CIA, e il Monti-gate, la rivelazione del fatto che Mario Monti e Giorgio Napolitano discutevano della possibilità di instaurare un governo tecnico in Italia, sei mesi prima della caduta dell'allora esecutivo Berlusconi.
Come produttore televisivo, oltre ad aver prodotto programmi di approfondimento giornalistico, entertainment e infotainment per i più prestigiosi palinsesti italiani e inglesi, Friedman ha avuto un ruolo centrale nello sviluppo dei canali all news in Italia, contribuendo alla progettazione e alla creazione di Rai News 24 nel 1998 e Sky TG24 nel 2003. 
Per il cinema ha prodotto e sceneggiato i documentari My Way: The Rise and Fall of Silvio Berlusconi, Milano: The Inside Story of Italian Fashion e Giovanni da Verrazzano: Dal Rinascimento a New York City.

## Biografia
Friedman è nato il 30 aprile 1956 a New York City in una famiglia di origine ebraica. 
Si iscrive alla Università di New York a 16 anni e vi si laurea a 20. 
Nei due anni successivi alla laurea frequenta la London School of Economics and Political Science e ottiene il master in International Economics e International Law della Johns Hopkins University School of Advanced International Studies. A 22 anni entra alla Casa Bianca, nell'amministrazione del presidente Jimmy Carter, dove svolge il ruolo di Presidential Management Intern.
Corrispondente a Milano per il Financial Times dal 1983 al 1989, nel 1990 è diventato corrispondente dello stesso giornale da New York. Nel 1987 ha vinto il Premio Trento per il miglior corrispondente estero in Italia. In seguito è stato Global Economy correspondent dell'International Herald Tribune, ha scritto per il New York Times dal 1994 al 2003, per poi collaborare come Global Economy columnist del Wall Street Journal Europe dal 2003 al 2005.
La carriera televisiva ha inizio negli anni ottanta con apparizioni nella trasmissione Newsnight della BBC e nel 1991, insieme a Ted Koppel del programma Nightline in onda sulla ABC. Sempre negli anni novanta è stato il primo statunitense a condurre un programma di economia in Europa. Nel 1995 approda in Italia alla conduzione, con Giuseppe Jacobini,  di Money Line,  rubrica settimanale di Rai 3.
Dal 1995 al 2001 ha ideato, assieme a Giovanni Minoli e Myrta Merlino, e condotto per Rai 3 Maastricht-Italia, un programma di economia che ha avuto una media d'ascolto di 1 211 000 spettatori. In seguito ha ideato e condotto Mr. Euro su Rai 3 e I vostri soldi su Rai 2.
Nel 1998 ha avuto un ruolo di primo piano nella nascita del nuovo canale all-news, Rainews24, lavorando con Roberto Morrione e Michele Mezza. Dalla joint venture fra Rai e International Herald Tribune nasce, nel 1999, la coproduzione Pianeta Economia/World Business. Nel 2001, Pianeta Economia si aggiudica il Prix Italia-Cardine.
Come conduttore dell'Alan Friedman Show - un talk show di Sky TG24 - e con Rupert Murdoch, Tom Mockridge e Emilio Carelli, ha lavorato nel disegno e lancio del canale Sky TG24 nel 2003. Il team di Friedman, una redazione autonoma di quaranta cronisti tra i quali spiccava il capo della sezione economica, Sarah Varetto, ha poi prodotto nove programmi settimanali per Sky TG24 e Sky Sport tra il 2003 e il 2006.
Nel 2009 Friedman ha ideato e condotto su La7, con Barbara Gubellini, La Nuova Via Della Seta, una serie di documentari su Cina, India e altri Paesi emergenti. È autore di diversi libri, tra cui Tutto in famiglia (1988), su Gianni Agnelli e la FIAT, e La madre di tutti gli affari (1993) sullo scandalo Iraq-gate. Nel febbraio 2014 esce Ammazziamo il Gattopardo, edito da Rizzoli. Il saggio ha venduto 160 000 copie in nove diverse edizioni ed è stato insignito del Premio Cesare Pavese.
Al libro si ispira Ammazziamo il Gattopardo: Il Gioco del Potere, una produzione televisiva realizzata insieme al Corriere della Sera e andata in onda su LA7 in seconda serata dal 19 giugno al 24 luglio 2014. Nel corso delle sei puntate, Friedman ha intervistato cinque ex primi ministri (Massimo D'Alema, Mario Monti, Silvio Berlusconi, Romano Prodi e Giuliano Amato) e l'allora Presidente del Consiglio Matteo Renzi.
Nel 2014 gli è stato conferito presso la Camera dei deputati il Premio America della Fondazione Italia USA. Il 2 dicembre dello stesso anno, Friedman ha ricevuto per la sua attività giornalistica il Premio Pannunzio 2014, conferito dalla giuria con questa motivazione: "È l'esempio virtuoso di un giornalismo di stampo anglosassone che distingue i fatti dalle opinioni e che ha saputo mantenere un'indipendenza di giudizio nel raccontare la politica italiana che gli fa molto onore. Friedman riesce a storicizzare la contemporaneità, senza lasciarsi invischiare dal settarismo e dalla tifoseria di parte".
Nell'ottobre del 2015 esce My Way. Berlusconi si racconta a Friedman, edito in Italia da Rizzoli. Il libro, i cui diritti sono stati venduti in 30 paesi, è stato pubblicato negli Stati Uniti da Hachette Books, nel Regno Unito da Biteback Publishing e in Francia da Michel Lafon. Vende poi il 50% dei diritti del libro alla Leone Film Group che realizza un documentario per Netflix dal titolo My Way: The Rise and Fall of Silvio Berlusconi e nel quale Friedman intervista l'ex premier nella sua villa di Arcore.

Nel 2016 Alan Friedman lascia la Rizzoli per la Newton Compton. Friedman ha motivato tale scelta con la seguente dichiarazione:
"A inizio anno mi ha contattato Avanzini. Devo dire che mi ha corteggiato per diversi mesi, facendomi sentire voluto e apprezzato. Con Newton Compton mi sento a casa. Però al di là di una questione di simpatia personale, ho deciso di cambiare per due ragioni. La prima è squisitamente commerciale: Newton ha una grande forza distributiva, anche nelle catene della grande distribuzione come centri commerciali e supermercati. In quei posti c'è possibilità di vendere parecchio come ho constatato con My Way. Inoltre mi convince la loro strategia di vendita a prezzi più ridotti rispetto agli altri editori per raggiungere un numero più alto di lettori. Mi piace il loro impegno sul fronte commerciale".
Nel febbraio del 2017 esce Questa non è l'America, edito dalla Newton Compton. Il saggio, per 19 settimane nella classifica dei libri più venduti in Italia, viene pubblicato nel Regno Unito con il titolo This Is Not America da Biteback Publishing. Nel gennaio del 2018 Friedman torna in libreria con Dieci cose da sapere sull'economia italiana prima che sia troppo tardi, mentre l'anno successivo esce Questa non è l'Italia. Storie segrete e verità shock dietro il nuovo volto del nostro Paese, entrambi editi dalla Newton Compton. Dal giugno 2017 è presidente del Centro Pannunzio di Torino.
Nel 2022, dopo essere passato da Newton Compton a La Nave di Teseo, pubblica con la casa editrice di Elisabetta Sgarbi il libro "Il prezzo del futuro. Perché l'Italia rischia di sprecare l'occasione del secolo" che contiene, oltre ai resoconti delle conversazioni dell'autore con i più importanti ministri del governo Draghi, una intervista con il Segretario al Tesoro USA Janet Yellen.
Nel 2023 Friedman ha co-scritto (con Giuseppe Pedersoli) e prodotto il documentario "MILANO: The inside story of Italian Fashion", con interviste con i protagonisti della moda italiana, tra cui Giorgio Armani, Dolce e Gabbana, Tom Ford, Domenico De Sole, Santo Versace, Pierpaolo Piccioli. Nel film sono presenti interviste con star di Hollywood del calibro di Lauren Hutton, Sharon Stone, Frances McDormand, Helen Mirren e Samuel L. Jackson. "MILANO: The Inside Story of Italian Fashion" è diretto dal regista premio Emmy John Maggio.
MILANO è stato descritto dal New York Times come "un viaggio a metà tra la nostalgia e la necessità di correggere la narrativa perpetrata da docudrama come "House of Gucci" di Ridley Scott e "Assassination of Gianni Versace" di Ryan Murphy."
Da ottobre 2023 conduce la trasmissione "Washington Files" in onda su San Marino RTV e Canale 520 Sky.
Nel 2024 ha prodotto il documentario "Giovanni da Verrazzano - L'uomo che scoprì New York City", per la regia di Giuseppe Pedersoli. Il film è stato realizzato in occasione del cinquecentenario del viaggio di Giovanni Da Verrazano che ha portato alla scoperta della baia dove adesso sorge New York.
Sposato con Gabriella Carignani, ha avuto una solida amicizia con Silvio Berlusconi e vive da molti anni a Forte dei Marmi, in un'intervista ha dichiarato di avere un grande amore per la Toscana.

## Controversie
In un articolo del giugno 2018 il New York Times ha indicato Friedman come ex collaboratore del lobbista Paul Manafort. La notizia ha avuto un ampio eco su tutta la stampa mondiale. L'articolo sosteneva che Friedman, per volere di Manafort, avrebbe contribuito a organizzare campagne media e editoriali che favorivano Viktor Janukovyč in Ucraina durante il suo mandato come presidente. Friedman, secondo l'articolo, "ha contribuito a guidare un progetto verso cui i pubblici ministeri dicono che il signor Manafort ha incanalato più di 2 milioni di dollari". Contattato dal New York Times, Friedman ha rifiutato di commentare queste notizie.
Altre testate come The Guardian hanno riportato le stesse informazioni secondo cui la società di pubbliche relazioni di Friedman "FBC avrebbe siglato un contratto per peggiorare l'immagine della rivale di Janukovyč, l'ex primo ministro Yulia Timoshenko". Il quotidiano britannico ha indicato anche che Friedman era "già accusato in passato di nascondere l'attività di lobbista" e attraverso la sua società FBC Media veniva retribuito "circa 150 mila dollari ogni tre mesi" in un conto offshore alle Seychelles, lamentandosi se i pagamenti non erano puntuali.
Da parte sua, Friedman ha replicato all'ANSA: "Infondate illazioni e sottintesi lesivi della mia reputazione. Mai fatto il lobbista. Ho agito solo da pierre per mettere in rilievo l'importanza di un avvicinamento dell'Ucraina alla Ue".
Nel gennaio 2021, durante il commento del discorso di saluto fatto da Donald Trump quando il presidente lasciò la Casa Bianca, da RAI 1 Friedman lanciò insulti contro la first lady Melania Trump definendola 'escort': Friedman fu punito dai dirigenti della RAI, che decisero di non invitarlo più per interviste o commenti.

## Opere
- Tutto in Famiglia, Collana Il Cammeo n.175, Milano, Longanesi, 1988,  pp. 412, ISBN 88-304-0834-4. [sulla dinastia Agnelli]
- Ce la farà il capitalismo italiano?, Collana Il Cammeo, Milano, Longanesi, 1989,  p. 292, ISBN 88-304-0916-2.
- La madre di tutti gli affari. Casa Bianca, Saddam Hussein, BNL, servizi segreti, grandi e piccole industrie. Tutta la verità documentata sul più grande intrigo internazionale del secolo. Una prova esemplare di giornalismo investigativo dello stesso autore di Tutto in Famiglia, con la collaborazione di Emanuela Minnai; trad. Roberta Rambelli, Collana Il Cammeo n.260, Milano, Longanesi, 1993,  p. 554, ISBN 88-304-1167-1.
- Il bivio. L'Italia a metà strada tra crisi e transizione, traduzione di S. Aloisi, Collana Il Cammeo, Milano, Longanesi, 1996, ISBN 88-304-1346-1.
- Ammazziamo il Gattopardo, Collana Saggi stranieri, Milano, Rizzoli, 2014, ISBN 978-88-17-07216-8. con un nuovo capitolo e nuove rivelazioni, Collana Vintage, Rizzoli, 2014.
- My Way. Berlusconi si racconta a Friedman, Collana Saggi, Milano, Rizzoli, 2015,  p. 300, ISBN 978-88-17-08388-1.
- Questa non è l'America. Le rivelazioni shock, le storie inedite e i retroscena che svelano i segreti del paese di Trump, Collana Controcorrente, Roma, Newton Compton, 2017, ISBN 978-88-22-70143-5.
- Dieci cose da sapere sull'economia italiana, prima che sia troppo tardi, Collana Controcorrente, Roma, Newton Compton, 2018, ISBN 978-88-227-1419-0.
- Questa non è l'Italia. Storie segrete e verità shock dietro il nuovo volto del nostro Paese, Collana Controcorrente n.150, Roma, Newton Compton, 2019, ISBN 978-88-227-3380-1.
- Il prezzo del futuro. Perché l'Italia rischia di sprecare l'occasione del secolo, traduzione di Sandro Ristori, Collana I fari n.116, Milano, La nave di Teseo, 2022, ISBN 978-88-346-0991-0.
- La fine dell'impero americano. Guida al Nuovo Disordine Mondiale, Collana I fari, Milano, La nave di Teseo, 2024, ISBN 978-88-346-1880-6.

## Televisione
- Money Line (Rai 3, 1995-1996)[39]
- Maastricht-Italia (Rai 3, 1996-2000)[40]
- Mr. Euro (Rai 3)
- I vostri soldi (Rai 2)[41]
- Alan Friedman Show (Sky TG24)[42]
- La nuova via della seta (La7, 2009)[43]
- Ammazziamo il Gattopardo: il gioco del potere (LA7, 2014)[44]
- Questa non è l'America (San Marino RTV, dal 2017)[45][46]
- Washington Files (San Marino RTV, dal 2023)
- Ballando con le stelle (Rai 1, 2024) Concorrente

## Riconoscimenti
Premio Columbus nel 2017 per l'Arte